# Kohandeln
Kohandeln är en skämtsam benämning på krisuppgörelsen den 27 maj 1933, som var en överenskommelse mellan Sveriges socialdemokratiska arbetareparti (SAP) och Bondeförbundet om den ekonomiska politiken. Bakgrunden var dels den besvärande jordbrukskrisen, dels arbetslösheten som plågade Sverige.
Efter Andrakammarvalet i Sverige 1932 hade socialdemokraterna blivit största parti med 41,7 procent av rösterna och erhållit 104 av de totalt 230 mandaten i andra kammaren. Per Albin Hansson hade inlett sin första regeringsperiod med en minoritetsregering och behövde stöd för att få igenom sin budget.
SAP fick igenom sitt krav på anslag till arbetslöshetens bekämpande, men inte obligatorisk arbetslöshetsförsäkring, och avskaffande av Arbetslöshetskommissionen. Som motprestation fick SAP acceptera att en del offentliga arbeten (nödhjälpsarbeten) betalades lägre än på den öppna arbetsmarknaden. Bondeförbundet fick också igenom högre pris på smör och en utbyggnad av den tidigare påbörjade jordbruksregleringen (se kohandel). 
De huvudagerande var skåningarna Axel Pehrsson-Bramstorp (Bondeförbundet) och socialdemokraterna Per Edvin Sköld och Per Albin Hansson.  Sammankomsten hade inspirerats av danskarnas tidigare uppgörelse mellan arbetar- och bondepartierna den 29–30 januari samma år. (Några år senare slöts liknande avtal i Norge och Finland).